# Conduite hydraulique

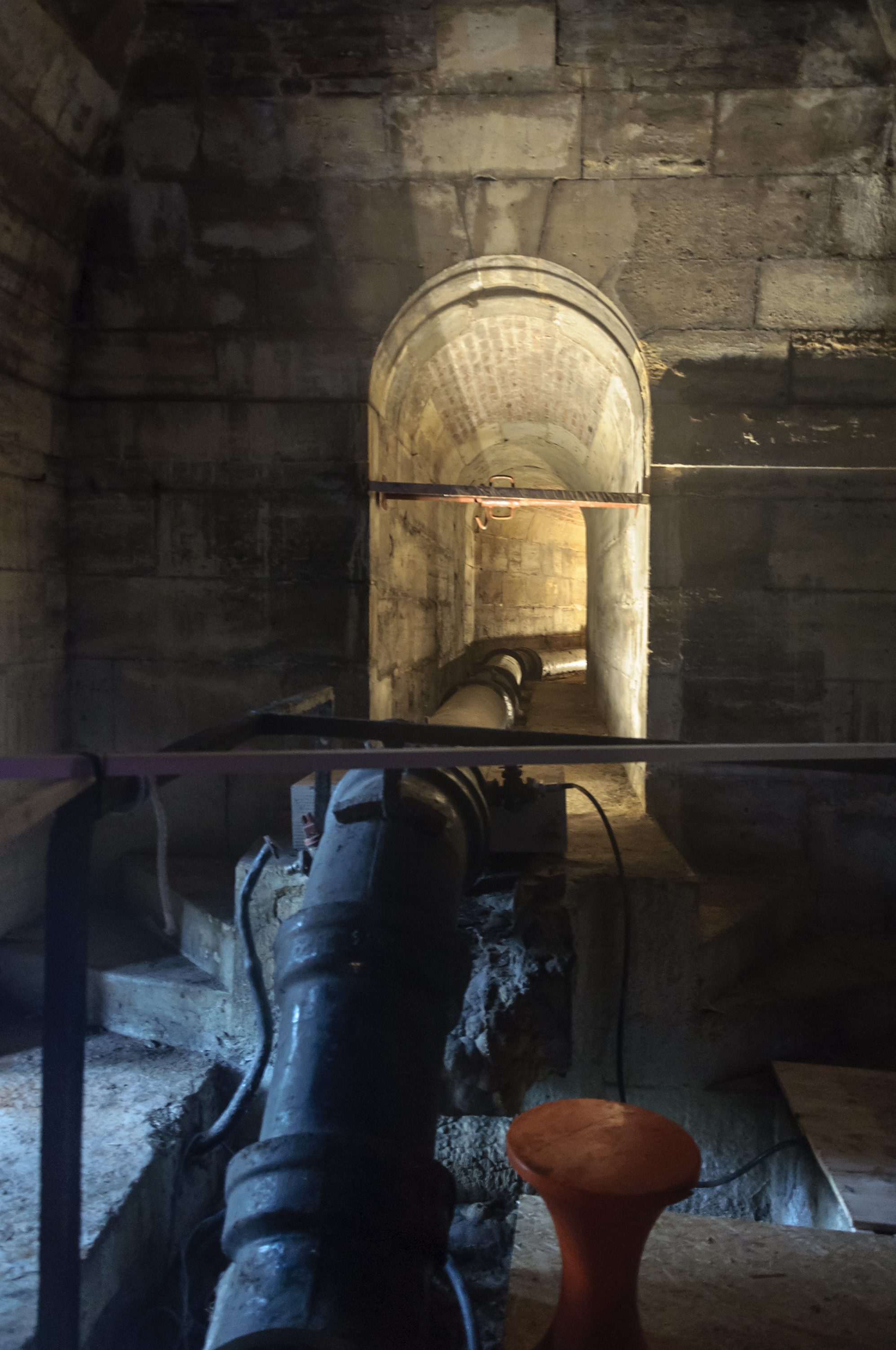
Conduite d'eau passant à l'intérieur d'un regard de l'aqueduc Médicis, à Arcueil.

Une conduite hydraulique est une suite de tuyaux conduisant l'eau d'un lieu à un autre.

## Histoire
Les conduites hydrauliques sont initialement du domaine de la fontainerie, ensuite celle du plombier et des techniciens en installation sanitaire. Les conduites furent réalisées en fer fondu, en cuivre, en plomb, en terre cuite ou en bois.
Les conduites hydrauliques sont désormais l'objet d'étude de multiples disciplines, parmi celles-ci, l'hydraulicien, technicien qui étudie l'écoulement des fluides.

## Description
Les conduites hydrauliques sont de formes, dimensions et fonctions variées :
1. selon la nature du contenu, eaux usées, eaux pluviales, autres fluides, etc.
2. et de l'écoulement du fluide, en charge (sous pression), ou libre, voire mixte.

D'une envergure s'échelonnant de 0,1 à 4 mètres, ces conduites peuvent de tout leur long, être des tubes fermés ou des chenaux ou des successions diverses, et acheminer les liquides sur toutes les échelles de distance (par exemple les pipelines pour le transport d'hydrocarbures). 
Conçues et dimensionnées en rapport avec leur usage prévu, et selon la règle du moindre coût pour le meilleur rendement, les conduites non circulaires se sont avérées fort avantageuses dans bien des cas, notamment concernant les égouts. Dans ce cas, les sections ovoïdes ont été retenues à peu près universellement.

## Conduites ovoïdes des réseaux d'égouts
À section égale, un ovoïde présente divers avantages sur un cercle, concernant les égouts :
1. De forme étendue en hauteur, la conduite ovoïde est plus facilement visitable par un égoutier.
2. Le fond de l'égout étant plus étroit, les débits y sont moins favorables aux dépôts de boues persistants, et on obtient plus facilement la condition d'auto-curage.